# Alt (toets)

De positie van de Alt-toets op een standaard internationaal toetsenbord.

Alt is een toets op het toetsenbord van veel computers. Hij heeft als doel het geven van een alternatieve functie (vandaar de naam) aan andere toetsen. Wat dit precies is, hangt vaak af van het programma waarmee gewerkt wordt op het moment dat de Alt-toets ingedrukt wordt.
De Alt-toets bevindt zich op de meeste toetsenborden aan weerszijden van de spatiebalk; veel toetsenborden hebben maar één Alt-toets, links van de spatiebalk, en een Alt Gr toets aan de rechterkant van de spatiebalk.
Op een Apple Macintosh heet de Alt-toets Option-toets. Deze bevindt zich tussen de Ctrl en Command-toetsen op het toetsenbord.

## Functies van de Alt-toets
Wat een Alt-toets doet wanneer hij ingedrukt wordt, hangt af van het besturingssysteem van de computer en vaak ook van het precieze programma waarmee gewerkt wordt en de indeling en type van het toetsenbord.
Onder Microsoft Windows dient de Alt-toets meestal als sneltoets om functies van de grafische gebruikersomgeving aan te roepen. Door de Alt-toets ingedrukt te houden, wordt in veel menu's en andere widgets een letter onderstreept weergegeven; wordt nu, terwijl Alt nog ingedrukt is, die onderstreepte letter op het toetsenbord aangeslagen, dan zal de bijbehorende functie worden aangeroepen. Bijvoorbeeld wordt het menu 'Bestand' vaak weergegeven als 'Bestand' wanneer de Alt-toets ingedrukt is; door dan op de letter 'b' te drukken gaat het menu open zonder dat er met de muis op geklikt hoeft te worden.
Een tweede functie van de Alt-toets onder Windows is om diakritische tekens in te voeren via het numeriek gedeelte van het toetsenbord. Dit werkt alleen als de Num lock functie ingeschakeld is. Door de Alt-toets ingedrukt te houden en dan via het numeriek gedeelte een getal in te typen dat overeenkomt met het gewenste teken, verschijnt het teken op het scherm. Bijvoorbeeld door, terwijl Alt ingedrukt is, 0169 in te toetsen en dan de Alt-toets los te laten, wordt het teken © ingevoerd.

## Toetsenbord
Op een IBM/Windows toetsenbord (QWERTY) is het vaak een van de toetsen aan de linkerkant en soms ook rechts van de spatiebalk: